# Marietta von Hausswolff von Baumgarten
Marietta von Hausswolff von Baumgarten, född von Baumgarten den 28 december 1962 på Lidingö, är en svensk manusförfattare.

## Biografi
von Hausswolff von Baumgarten skrev manuset till långfilmen Call Girl (2012) regisserad av Mikael Marcimain. Manuset är inspirerat av den så kallade Bordellhärvan som utspelade sig i Sverige 1976 och 1977. År 2013 Guldbaggenominerades von Hausswolff von Baumgarten för sitt manusarbete med filmen.
År 2012 var hon en av de nominerade till Stockholms filmfestivals långfilmsstipendium, och kommer därmed att få ett utvecklingsstipendium på 250.000 för sin kommande film Wasted vilket blir von Hausswolff von Baumgartens debut som långfilmsregissör.
Hon arbetar som script consultant och tutor för Torino Film Lab, Binger Film Lab, Script and Pitch. Hon är även inkopplad på Talent Campus Sarajevo, Script Station Berlinale, Rutger Hauer Masterclass, Biennale Venezia College Micro Budget productions.[källa behövs]
Hon är dotter till journalisten Marianne von Baumgarten, och har tidigare varit sambo med skådespelaren Gerhard Hoberstorfer, med vilken hon har två barn. Sedan 1999 är hon gift med konstnären Carl Michael von Hausswolff.

## Filmografi
- 1995 – Nudlar och 08:or (TV-serie) (koncept och manusutveckling)
- 1996 – Skilda världar (TV-serie) (18 avsnitt, samt redaktör för cirka 40 avsnitt)
- 1998 – Tre kronor (TV-serie) (tre avsnitt)
- 2001 – Festival (rådgivare)[7]
- 2004 – Höjdarna (TV-serie) (manusansvarig och skrivande redaktör)
- 2010 – Svinalängorna (manuskonsult) regi Pernilla August
- 2010 – Hi-So (manuskonsult)
- 2011 – One Kine Day (manuskonsult)
- 2011 – The Slut (manuskonsult)
- 2012 – Childen of Sarajevo (manuskonsult)
- 2012 – Milo (manuskonsult)
- 2012 – Call Girl (manus samt co-producer)
- 2014 -  The Babadook (manuskonsult)
- 2015  -The Fits (manuskonsult)
- 2017 -Hunting Season (manuskonsult)
- 2018  - Monsters and Men (manuskonsult)
- 2018 - The Heiresses (manuskonsult)
- 2018 - Too late to die young (manuskonsult)
- 2018 - Porgu Jaan (manuskonsult)
- 2019 - Yalda:  a night for Forgiveness (manuskonsult)
- 2019 - Litigante (manuskonsult)
- 2019 - Port Authority (manuskonsult)
- 2019 - Sole (manuskonsult)
- 2020 - The trouble with Nature (manuskonsult)
- 2021 - Costa Brava, Lebanon (manuskonsult)
- 2022 - Maya Nilo (manuskonsult)
- 2022 - Nightsiren (manuskonsult)
- 2023 - In Flames (manuskonsult)
- 2023 - Last Shadow at First Light (manuskonsult)
- 2024 - Some Rain Must Fall (manuskonsult)
- 2024 - Shambhala (manuskonsult)
- 2024 - Crocodile Tears (manuskonsult)
- 2024 – Den svenska torpeden (manus)